# 유틸리티 컴퓨팅
유틸리티 컴퓨팅(utility computing)은 전통적인 공익사업과 비슷한 계량식 서비스로서 연산, 저장, 서비스와 같은 컴퓨터 자원의 패키지화이다. 컴퓨터 서비스의 재패키지화(repackging)는 서비스로서의 컴퓨팅, 응용 프로그램, 네트워크의 개념을 전파한 온 디멘드 컴퓨팅(On Demand computing), SaaS와 클라우드 컴퓨팅 모델의 전환의 계기가 되었다.

## 온 디멘드 컴퓨팅
온 디멘드 컴퓨팅(On-demand computing)은 기업이 원거리의 대용량 데이터 처리센터에 최고 수준의 컴퓨팅 성능을 제공해야 하는 부담에서 벗어나게 한다. 이런 방식에서 보면, 기업은 단지 평균적인 처리 업무량을 다룰 수 있는 정도로만 투자하고, 시장 상황에 따라 요구되는 컴퓨팅 성능만큼만 지불함으로써 IT기반구조로의 투자를 줄일 수 있다. 온 디멘드 컴퓨팅을 다른 말로 유틸리티 컴퓨팅 이라고 한다. 이것은 기업이 중요한 컴퓨팅 유틸리티에서 컴퓨팅 능력을 구매하고, 사용량을 지불하는 것으로, 지불 규모는 전기료 정도가 될 수도 있다.
온 디멘드 컴퓨팅은 하드웨어 자원의 소유비용을 낮추는 것 외에도, 기업이 기술을 더 민첩하게 사용할 수 있도록 해주며, IT 기반구조에서의 과도한 투자 리스크를 상당히 줄여준다. 온 디멘드 컴퓨팅은 고정된 역량의 기반구조를 가진 기업을 고도로 유연한 기반구조로 이동시키는데, 이런 유연한 기반구조는 기업 자체에서 소유한 부분과 대형 컴퓨터 하드웨어 벤더가 소유한 대형 컴퓨터센터에서 대여받은 부분으로 구성된다. 이 구성은 기업이 고정된 기반구조에서는 시도하지 못했던 완전히 새로운 비즈니스 프로세스를 시작할 수 있도록 해준다.

## 같이 보기
- 클라우드 컴퓨팅